# Giacinto Giubasso
Giacinto Giacomo Giubasso, comunemente chiamato con il secondo nome Giacomo (Balzola, 26 maggio 1906 – Balzola, 5 marzo 1977), è stato un calciatore italiano, di ruolo centrocampista.

## Carriera
Dopo aver militato con gli Astigiani, si trasferisce al Torino con i quali disputa 4 partite segnando una rete in campionato nella stagione 1928-1929; in quell'annata i granata ottennero un secondo posto perdendo la finale scudetto. Giubasso passa per due stagioni al Palermo, con cui disputa due campionati: nel primo si classifica al terzo posto in Serie B, mentre nel secondo vince il campionato ottenendo la promozione in Serie A
Continua la propria carriera in Sicilia con la Nissena per poi tornare in Piemonte nel 1934 per giocare con il Casale, calcando così nuovamente i campi di Serie B.  Gioca nei dilettanti con la Unione Sportiva Balzolese e chiude la propria carriera con la G.S.F. La Chivasso.
Ha totalizzato 69 presenze in Serie B.

## Palmarès
- Campionato italiano di Serie B: 1

Palermo: 1931-1932